# Storm (stripfiguur)
Storm is een stripfiguur en de hoofdrolspeler in de door Martin Lodewijk en Don Lawrence bedachte sciencefictionstripreeks Storm.
Storm is een astronaut van Britse afkomst die aan het begin van de 21ste eeuw een ruimtemissie onderneemt naar de grote rode vlek op Jupiter. Tijdens deze missie wordt Storm meegesleurd in de orkaanwind van de rode vlek. Wanneer hij zich weer weet te bevrijden en terugkeert naar de aarde, blijkt dat hij miljoenen jaren in de tijd is gereisd. Alles op aarde is veranderd, de continenten zijn gigantische bergmassieven geworden doordat het water van de oceanen is verdwenen en de beschaving is afgegleden naar barbarisme.
De aarde blijkt te worden gecontroleerd door een buitenaards ras, de Azuriërs. Met zijn metgezellin Roodhaar bindt hij de strijd aan met de Azuriërs. Na het omver werpen van het regime probeert Storm om via de rode vlek terug te reizen naar zijn eigen tijd. Dit mislukt en hij wordt opnieuw miljoenen jaren de toekomst in geworpen.

## Achtergrond
Storm komt uit een simpel arbeidersgezin, maar rondde desondanks een opleiding tot astronaut af. Door deze opleiding bezit Storm uiteraard veel kennis van de technologie uit de 21ste eeuw. Iets wat hem in de tijd waarin hij terechtkomt na zijn ruimtereis in staat stelt om hachelijke missies tot een goed einde te brengen. Ook al omdat de bevolking van die tijd helemaal niets begrijpt van de restanten van de technologie uit lang vervlogen tijden.

## Bijzondere krachten
Door zijn tijdreizen heeft Storm bijzondere kosmische krachten verkregen. Marduk, theocraat van de levende planeet Pandarve, wil deze krachten benutten. Marduk slaagt erin om Storm naar Pandarve, aan de grenzen van het ons bekende universum, te transporteren. Storm leert over het bestaan van zijn krachten, maar slaagt erin om uit handen te blijven van Marduk.

## Oorsprong
Storm ontstond in 1978 nadat uitgeverij Oberon een eerste verhaal in 1976 door Martin Lodewijk en Don Lawrence afkeurde.